# جيسي كاماتشو
جيسي كاماتشو هو ممثل كندي، ولد في 29 مايو 1991 بمونتريال في كندا.

## أعمال

### أفلام
- (2013) كيك-آس 2[2]

## وصلات خارجية
- جيسي كاماتشو على موقع IMDb (الإنجليزية)
- جيسي كاماتشو على موقع ألو سيني (الفرنسية)
- جيسي كاماتشو على موقع أول موفي (الإنجليزية)
- جيسي كاماتشو على موقع قاعدة بيانات الفيلم (الإنجليزية)
- جيسي كاماتشو على موقع كينوبويسك (الروسية)